# 내 친구 티거와 푸: 숲속의 뮤지컬
내 친구 티거와 푸: 숲속의 뮤지컬(Tigger and Pooh and a Musical Too)은 플레이하우스 디즈니의 TV 프로그램 내 친구 티거와 푸를 바탕으로 한 영화이다.

## 출연

### 주연
- 짐 커밍스
- 클로이 모레츠

### 조연
- 피터 쿨렌
- 켄 샌섬
- 디 브래들리 베이커
- 브렌다 블레신
- 맥스 버크홀더
- 올리버 딜런
- 마크 해밀
- 트래비스 오티스
- 캐스 소시
- 타라 스트롱

## 기타
- 원조: A.A. 밀른
- 라인프로듀서: 앤지 다이스트

## 노래
1. "One Big Happy Family"
2. "Just A Few Simple Rules"
3. "Super Sleuths Theme"
4. "Bouncin"
5. "The Grass Is Greener"
6. "Password Song"
7. "Underneath the Same Sky"
8. "Think, Think, Think"
9. "The Question Song"
10. "One Big Happy Family" (reprise)
11. "Together Again" (end credits)